# Petter Hugsted
Alf Petter Hugsted (* 11. Juli 1921 in Kongsberg; † 19. Mai 2000 ebenda) war ein norwegischer Skispringer.
Während der deutschen Besetzung Norwegens war Hugsted im Grini fangeleir inhaftiert. Nach seiner Entlassung konnte er seinen Sport erneut ausüben und gewann bei den Olympischen Winterspielen 1948 in St. Moritz die Goldmedaille vor seinem Vereinskameraden Birger Ruud. Da die Nordischen Skiweltmeisterschaften in diesem Jahr im Rahmen der Olympischen Spiele ausgetragen wurden, wurde Hugsted mit seinem Olympiasieg zugleich Weltmeister.
1948 wurde er zudem beim Springen auf dem Holmenkollbakken Zweiter. Im gleichen Jahr wurde er als Sportler des Jahres ausgezeichnet.
Hugsted war auch als Fußballspieler erfolgreich und wurde zwischenzeitlich in die norwegische B-Nationalmannschaft berufen.
Nach dem Ende seiner Karriere baute er gemeinsam mit seinem Freund Birger Ruud das Kongsberg Skimuseum auf.
In Kongsberg ist nach ihm der Petter Hugsteds vei (dt. Petter-Hugsted-Weg) benannt.